# Clausidium vancouverensis
Clausidium vancouverensis is een eenoogkreeftjessoort uit de familie van de Clausidiidae. De wetenschappelijke naam van de soort is voor het eerst geldig gepubliceerd in 1912 door Haddon.